# Echinopsis aurea
Echinopsis aurea (укр. Ехінопсис золотий) — вид кактусів з роду ехінопсис (Echinopsis).

## Етимологія

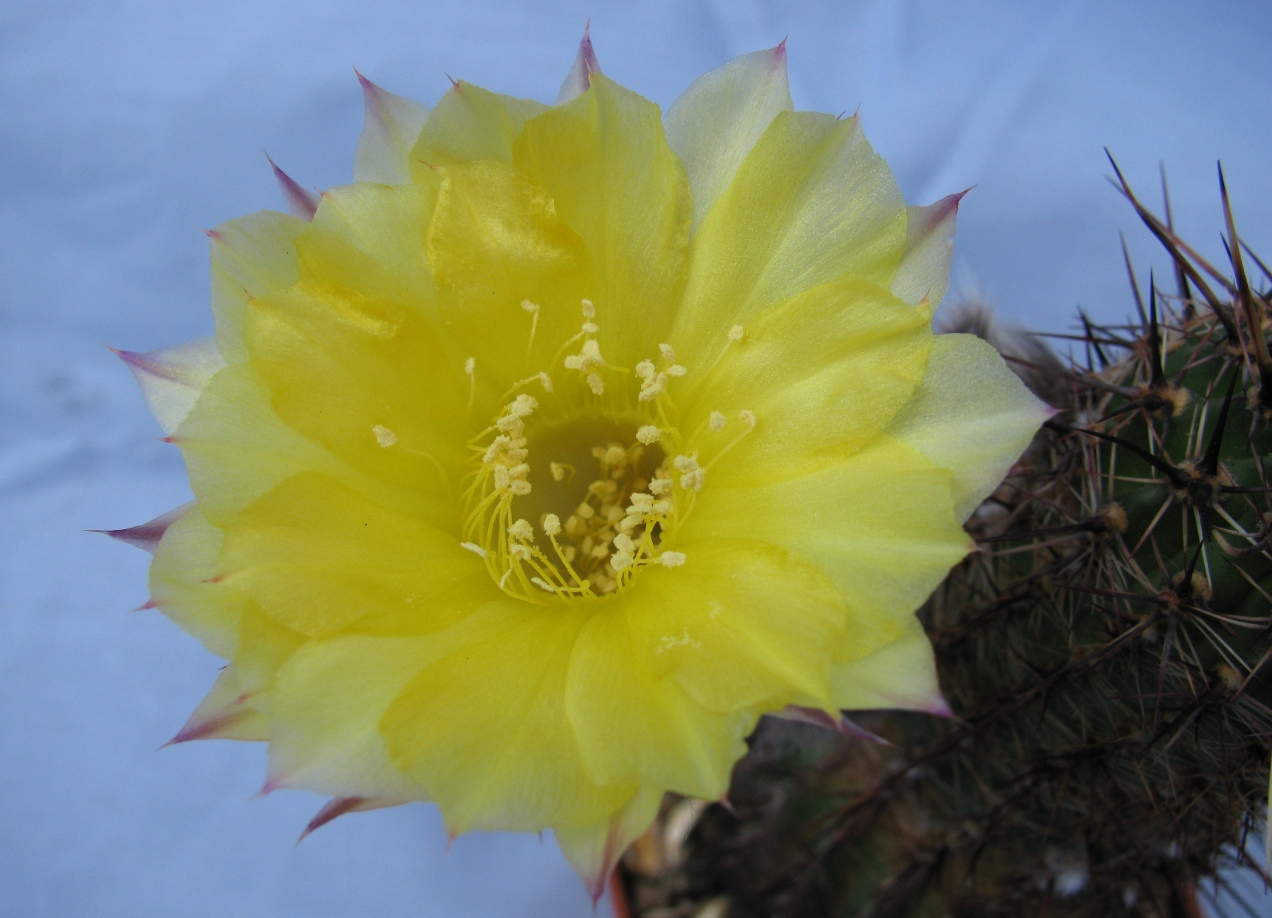
Квітка Echinopsis aurea

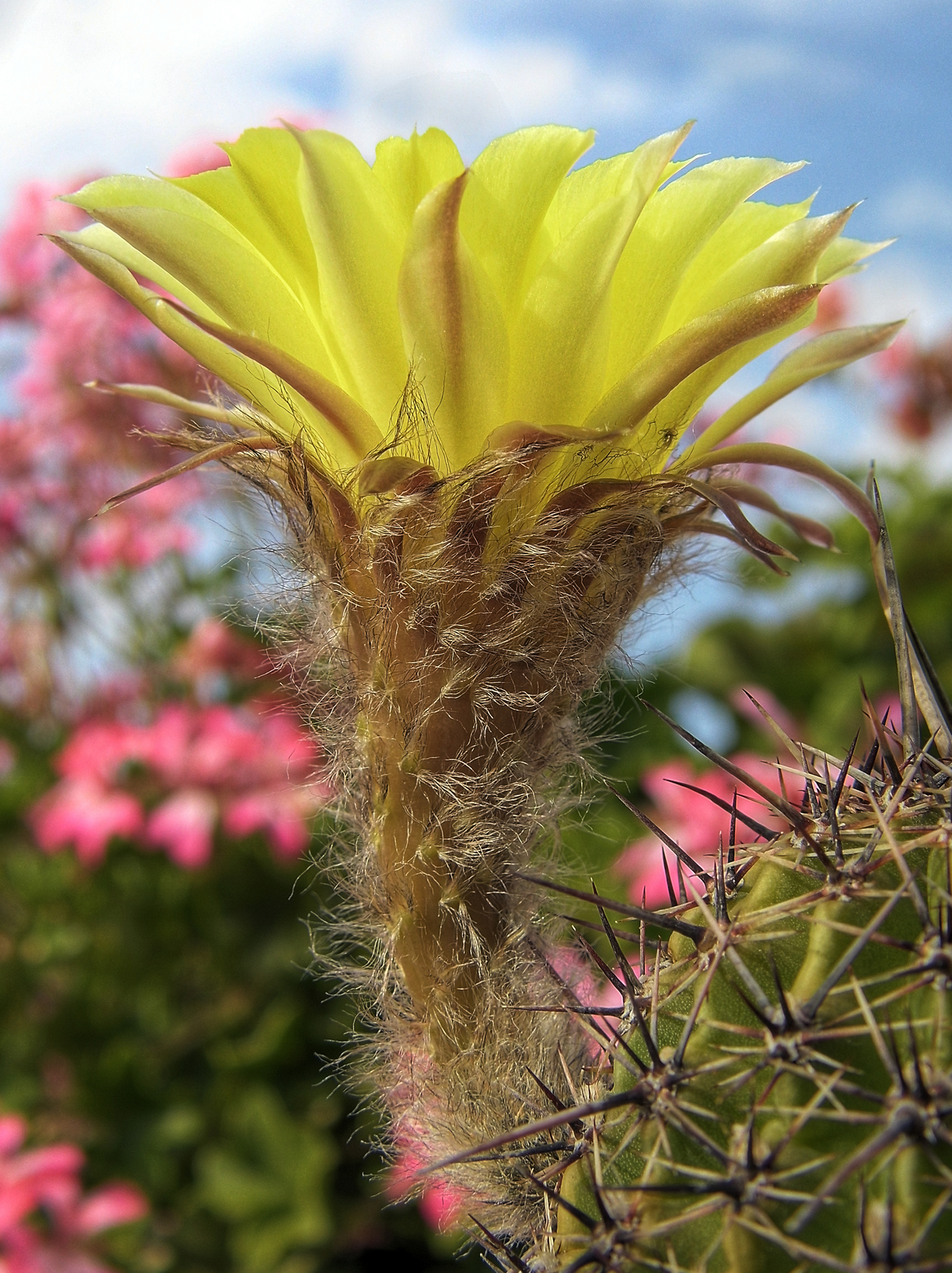
Квіткова трубка Echinopsis aurea

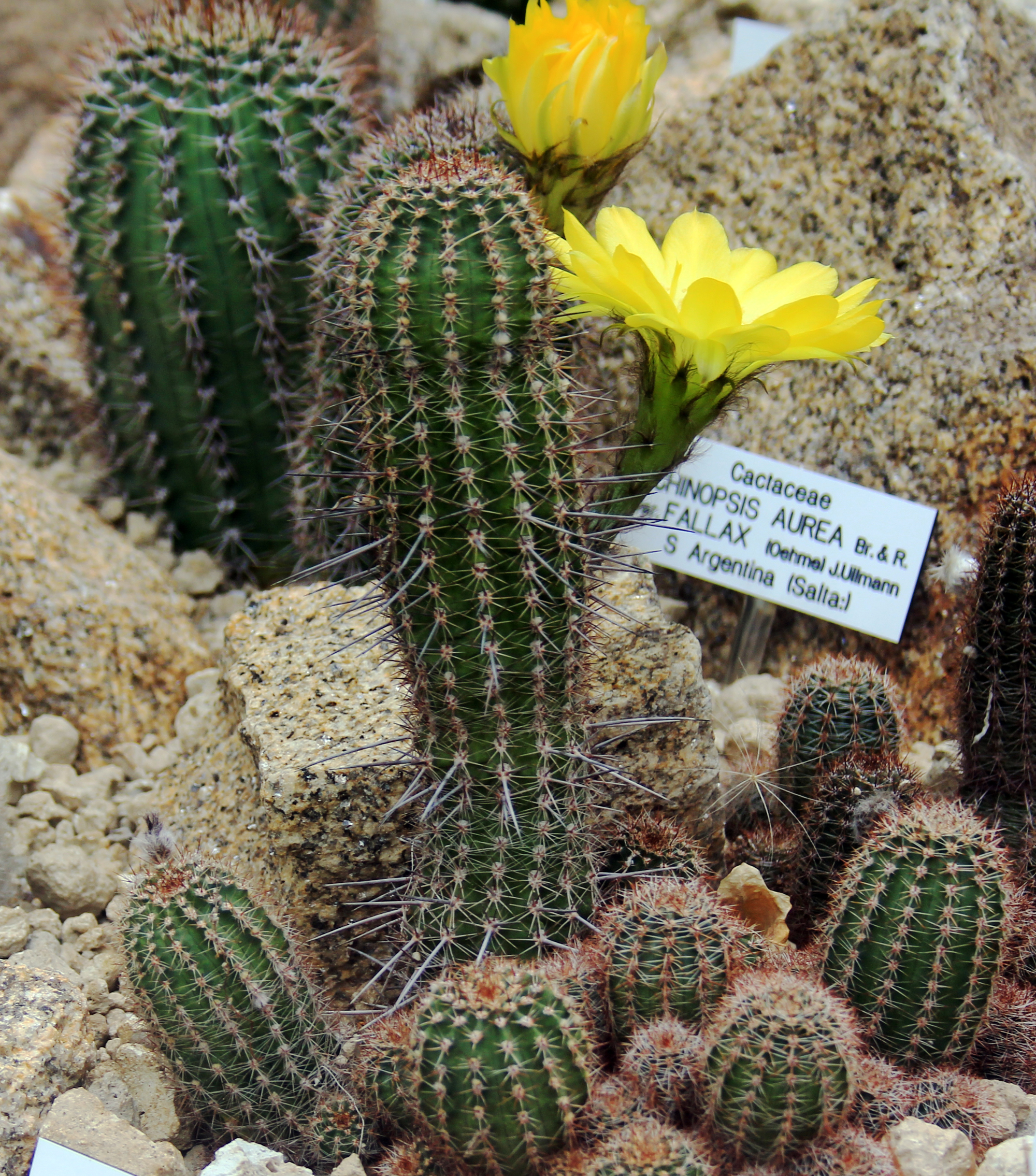
Echinopsis aurea в Ботанічному саду Карлового університету, Прага, Чехія

Видова назва дана за золотисто-жовтим кольором квітів.

## Загальна біоморфологічна характеристика
Зростає одиночним стеблом або групами.
Стебла від округлих до злегка циліндричних, 5-10 в см заввишки, 4-6 см в діаметрі.
Епідерміс — темно-зелений.
Ребер — 14-15 гострих, видатних, розділених глибокими складками.
Ареоли коричневі, відстань між ними до 1 см.
Колючки коричневі або чорні внизу, жовтуваті у кінчиків.
Центральних колючок — зазвичай випускає 4 товсті, часто сплющені, завдовжки 2-3 см.
Радіальних колючок — 8-10, зростаючих в сторони, довжиною до 1 см.
Рясно цвіте, випускаючи з боків глянцеві, лимонно-жовті (всередині більш насичено-жовті) квіти, до 9 см завдовжки і до 8 см діаметрі, які розпускаються вдень.
Плоди овальні, напівсухі, розсічені.

## Ареал
Кактуси цього виду ростуть в Аргентині (провінції Катамарка, Кордова, Ла-Ріоха, Сальта, Сан-Луїс, Сантьяго-дель-Естеро). Ареал простягається на 1000 км.

## Екологія
Echinopsis aurea росте в різних місцях проживання: сухих лісових масивах, на висотних луках, гірських чагарниках, і розмитих водою місцях, на висоті від 550 до 1800 м над рівнем моря.

## Різновиди
Різновиди мають лише незначні відмінності. Багато популяцій відрізняються в деяких деталях: морфологією, кольором колючок або квіток. На думку деяких авторів (Вальтер Рауш), деякі популяції були підняті в ранг варитету.

## Охорона у природі
Echinopsis aurea входить до Червоного списку Міжнародного Союзу Охорони Природи, стан — в найменшому ризику.
Цей вид має досить широкий ареал. Популяції стабільні. Присутній в декількох природоохоронних територіях (ісп. Reserva Provincial Quebrada de las Conchas, Reserva Hídrica Provincial Pampa de Achala, Parque Nacional Sierra del Condorito, Reserva Hídrica Provincial Dique la Quebrada).

## Використання
Кактуси цього виду збираються у дикій природі і розводяться, в тому числі і на національному рівні з комерційними цілями. Продаються як декоративні рослини.

## Культивування
Утримують на повному сонці або в легкій тіні. Полив регулярний навесні і влітку. Вид схильний до гниття, тому розсаджують його в неглибокі горщики, забезпечуючи добрий дренаж. Ґрунтова суміш має бути поживніша, ніж середня для кактусів.
Взимку утримують в прохолодному місці і сухо, щоб домогтися оптимального цвітіння. Ці кактуси витримують пониження температури до −4 °C.
Розмножуються насінням і вегетативно.